# (31830) 1999 XT59
1999 XT59 (asteroide 31830) é um asteroide da cintura principal. Possui uma excentricidade de 0.08760470 e uma inclinação de 11.58374º.
Este asteroide foi descoberto no dia 7 de dezembro de 1999 por LINEAR em Socorro.